# 支藩
支藩（しはん）は、江戸時代の藩主家の一族が、弟や庶子など、家督相続の権利の無い者に所領を分与する（分知）などして新たに成立させた藩のことである。このほか有力家臣の所領も支藩という場合がある。
幕府からの朱印状が本家とは別に発給されている場合は、本藩-支藩関係にはないという考え方もある。

## 役割
支藩を創設することは、ある藩が新たに別の藩を創設することであり、幕府の認可が無ければ正式に立藩することはできなかった。ただし、江戸時代における支藩の意義は大きく、参勤交代による本家当主不在時などに本家の代理として活動したり、本家の当主が幼少である場合の後見役としても活動したりした。例として盛岡藩の南部利用が幼少で藩主となると、支藩七戸藩の南部信鄰が藩政後見を行っている。
また本家（本藩）において藩主が早世したり世子が無かったときには、支藩から養子を迎えることで、無嗣断絶の危機を逃れる例が少なくなかった。例として、伊勢津藩の藤堂家においては、第4代藩主・藤堂高睦の子がことごとく早世したが、支藩の伊勢久居藩より養子を迎え、断絶を免れている。
長州藩の毛利家においては、毛利輝元の実子の秀就の系統が、第4代藩主の吉広で絶えた。輝元のもとの養嗣子の毛利秀元は、輝元に実子が誕生した後は嗣子の座を降りて別家を立て、関ヶ原の合戦後は長州藩の支藩である長府藩主家となっていた。長府藩主家から吉元が毛利宗家を継ぎ、長州藩第5代藩主となった。長州藩主（毛利宗家）は、以後は長く秀元の系統で続いた。

## 本藩との関係
本藩と支藩のつながりの度合いは事例によって異なる。本藩とは全く別個の場所に支藩が存在する「領外分家」と、本藩の内部に支藩が存在する「領内分家」に分かれる。「領内分家」の中でも、将軍から直接朱印状を受けている支藩を分知分家あるいは別朱印分家と称し、本藩の朱印状の中に支藩についても併記され、朱印状を直接交付されない支藩を内分分家と称した。さらに、内分分家でも新田開発によって増加した分を元に成立した内分分家を、特に新田支藩とも呼ぶ。この場合、新田支藩に与えられた石高は幕府の朱印状には記載されていないため、こうした新田に基づいて成立した支藩も朱印状に記載されない場合があった。
完全に本藩の統制下にあるケース（○○新田藩に多い）もあれば、本藩の統制より独立しているケースもある。後者の場合、常陸水戸藩-讃岐高松藩、陸奥仙台藩-伊予宇和島藩などは本家-別家関係にあるとされる。本藩-支藩関係には家格意識の強さから本家末家論争が起こるなど、個々に複雑かつ特殊な様相を呈している場合がある。その度合いは、幕府が発行する所領安堵の朱印状などの書式で規律されることが多い。あくまでも一般論であるが、独立性の強い順でいうと以下のようになる。
- 本藩と支藩それぞれに対し、別々に朱印状が発給される場合（宇和島藩や讃岐高松藩の例）
- 本藩宛ての朱印状に支藩が併記される形式であって、本藩分の石高と支藩分の石高が別建てで記載されている場合（「本藩○○石、支藩○○石」…この場合、本藩知行（朱印高）は本来領知を認められて朱印状に記載された分（拝領高）から支藩分（内分高）だけ減少する）
- 本藩宛ての朱印状に支藩が併記される形式であって、本藩分の石高に含まれる形で支藩分の石高が記載されている場合（「本藩○○石そのうち支藩○○石」…この場合、本藩知行は実質では支藩分だけ減少するものの、朱印高は維持された）
- 本藩宛ての朱印状に支藩が併記されず、支藩宛ての朱印状も発給されない場合（○○新田藩に多い…新田開発分は幕府が検地などで公認したものでないため拝領高とは看做されなかったため）

領外分家は事実上独立した藩としての経営を行っているため、支藩とみなさない説もあり、実際に本家と領外分家の間では家格を巡る争いが生じることがあった。分知分家の場合、財政は独立採算でその統治も本藩からの一定の自立が認められていた。内分分家の場合、財政は本藩に従属しており、その家臣は本藩の陪臣とみなされることもあるなど、本藩の強い影響下に置かれた。新田分藩の場合には、秋田新田藩や肥後新田藩のように藩主の江戸定府が義務付けられて、実際には本藩によって統治されている名目だけの藩もあった。
御三家（尾張藩・紀州藩・水戸藩）にはそれぞれ御連枝と呼ばれる支藩が存在した。また、陪臣ではなく直臣の資格で大身の御附家老と呼ばれる家臣がおり、これも支藩とみなされることがある。
水戸徳川家の分家である陸奥守山藩に残る記録では「（本藩である）水戸藩の領民だ」と吹聴する者がいたとされ、支藩は本藩に遠慮するものと領民レベルでまで考えられていたようである。
なお、国立公文書館内閣文庫の『嘉永二年十月二日決・本家末家唱方』での幕府老中見解では『本家末家唱方之儀、領知内分遣し一家を立て候末家与唱、公儀から別段領知被下置被召出候家は、本家末家之筋者有之間敷』とある。

## 支藩の一覧
御連枝は除く。藩名は廃藩時のもの。●は支藩の支藩。
| 令制国 | 支藩名               | 支藩の藩主家   | 本藩               | 本藩の藩主家 |
| ------ | -------------------- | -------------- | ------------------ | ------------ |
| 陸奥国 | 七戸藩               | 南部家         | 盛岡藩             | 南部家       |
| 陸奥国 | 黒石藩               | 津軽家         | 弘前藩             | 津軽家       |
| 陸奥国 | 一関藩               | 伊達家         | 仙台藩             | 伊達家       |
| 陸奥国 | 一関藩               | 田村家         | 仙台藩             | 伊達家       |
| 陸奥国 | 岩沼藩               | 田村家         | 仙台藩             | 伊達家       |
| 陸奥国 | 中津山藩             | 伊達家         | 仙台藩             | 伊達家       |
| 陸奥国 | 白河新田藩           | 奥平松平家     | 白河藩             | 奥平松平家   |
| 陸奥国 | 白河新田藩           | 太田松平家     | 白河藩             | 結城松平家   |
| 出羽国 | 岩崎藩               | 佐竹家         | 久保田藩           | 佐竹家       |
| 出羽国 | 久保田新田藩         | 佐竹家         | 久保田藩           | 佐竹家       |
| 出羽国 | 亀田藩               | 岩城家         | 久保田藩           | 佐竹家       |
| 出羽国 | 大山藩               | 酒井家         | 庄内藩             | 酒井家       |
| 出羽国 | 松山藩               | 酒井家         | 庄内藩             | 酒井家       |
| 出羽国 | 米沢新田藩           | 上杉家         | 米沢藩             | 上杉家       |
| 越後国 | 黒川藩               | 柳沢家         | 郡山藩（大和国）   | 柳沢家       |
| 越後国 | 三日市藩             | 柳沢家         | 郡山藩（大和国）   | 柳沢家       |
| 越後国 | 三根山藩             | 牧野家         | 長岡藩             | 牧野家       |
| 越後国 | 沢海藩               | 溝口家         | 新発田藩           | 溝口家       |
| 下野国 | 高徳藩               | 戸田家         | 宇都宮藩           | 戸田家       |
| 下野国 | 佐野藩               | 堀田家         | 佐倉藩（下総国）   | 堀田家       |
| 越中国 | 富山藩               | 前田家         | 金沢藩（加賀国）   | 前田家       |
| 加賀国 | 大聖寺藩             | 前田家         | 金沢藩（加賀国）   | 前田家       |
| 加賀国 | 大聖寺新田藩●        | 前田家         | 大聖寺藩           | 前田家       |
| 越前国 | 敦賀藩               | 酒井家         | 小浜藩（若狭国）   | 酒井家       |
| 信濃国 | 小諸藩               | 牧野家         | 長岡藩（越後国）   | 牧野家       |
| 信濃国 | 奥仁科藩             | 石川家         | 松本藩             | 石川家       |
| 信濃国 | 埴科藩               | 真田家         | 松代藩（信濃国）   | 真田家       |
| 上野国 | 沼田藩               | 真田家         | 松代藩（信濃国）   | 真田家       |
| 上野国 | 七日市藩             | 前田家         | 金沢藩（加賀国）   | 前田家       |
| 上総国 | 大多喜藩             | 阿部家         | 岩槻藩（武蔵国）   | 阿部家       |
| 上総国 | 大多喜新田藩         | 三浦（阿部）家 | 岩槻藩（武蔵国）   | 阿部家       |
| 甲斐国 | 甲府新田藩           | 柳沢家         | 甲府藩             | 柳沢家       |
| 相模国 | 荻野山中藩           | 大久保家       | 小田原藩           | 大久保家     |
| 美濃国 | 野村藩（大垣新田藩） | 戸田家         | 大垣藩             | 戸田家       |
| 伊勢国 | 久居藩               | 藤堂家         | 津藩               | 藤堂家       |
| 近江国 | 彦根新田藩           | 井伊家         | 彦根藩             | 井伊家       |
| 因幡国 | 鹿奴藩               | 池田家         | 鳥取藩             | 池田家       |
| 因幡国 | 若桜藩               | 池田家         | 鳥取藩             | 池田家       |
| 出雲国 | 広瀬藩               | 広瀬松平家     | 松江藩             | 雲州松平家   |
| 出雲国 | 母里藩               | 母里松平家     | 松江藩             | 雲州松平家   |
| 播磨国 | 姫路新田藩           | 本多家         | 姫路藩             | 本多家       |
| 播磨国 | 姫路新田藩           | 奥平松平家     | 姫路藩             | 奥平松平家   |
| 播磨国 | 姫路新田藩           | 酒井家         | 姫路藩             | 酒井家       |
| 備中国 | 生坂藩               | 池田家         | 岡山藩（備前国）   | 池田家       |
| 備中国 | 鴨方藩               | 池田家         | 岡山藩（備前国）   | 池田家       |
| 備後国 | 三次藩               | 浅野家         | 広島藩（安芸国）   | 浅野家       |
| 安芸国 | 広島新田藩           | 浅野家         | 広島藩（安芸国）   | 浅野家       |
| 周防国 | 岩国藩               | 吉川家         | 山口藩（長門国）   | 毛利家       |
| 周防国 | 徳山藩               | 毛利家         | 山口藩（長門国）   | 毛利家       |
| 長門国 | 豊浦藩               | 毛利家         | 山口藩（長門国）   | 毛利家       |
| 長門国 | 清末藩●              | 毛利家         | 豊浦藩             | 毛利家       |
| 讃岐国 | 多度津藩             | 京極家         | 丸亀藩             | 京極家       |
| 伊予国 | 宇和島藩             | 伊達家         | 仙台藩（陸奥国）   | 伊達家       |
| 伊予国 | 吉田藩●              | 伊達家         | 宇和島藩           | 伊達家       |
| 筑前国 | 秋月藩               | 黒田家         | 福岡藩             | 黒田家       |
| 肥前国 | 小城藩               | 鍋島家         | 佐賀藩             | 鍋島家       |
| 肥前国 | 蓮池藩               | 鍋島家         | 佐賀藩             | 鍋島家       |
| 肥前国 | 鹿島藩               | 鍋島家         | 佐賀藩             | 鍋島家       |
| 肥後国 | 高瀬藩               | 細川家         | 熊本藩             | 細川家       |
| 肥後国 | 宇土藩               | 細川家         | 熊本藩             | 細川家       |
| 日向国 | 佐土原藩             | 島津家         | 鹿児島藩（薩摩国） | 島津家       |